# Österreichisches Bibliothekswerk
Das Österreichische Bibliothekswerk ist ein Bibliotheksverband mit Sitz in Salzburg, der die Interessen von rund 1340 Mitgliedsbibliotheken in Österreich vertritt. 
Der Verein wurde 1947 als Österreichisches Borromäuswerk gegründet; er ist also mit dem Borromäusverein in Deutschland vergleichbar. Der Verband sieht sich als Forum katholischer Bibliotheken (ca. 800 der Mitgliederbibliotheken sind in kirchlicher Trägerschaft) und wird als Verein von der Österreichischen Bischofskonferenz getragen. Ziele sind die Förderung und Beratung von Bibliotheken. Im Bereich der Weiterbildung kooperiert das Bibliothekswerk mit dem Büchereiverband Österreichs. 
Organ des Bibliothekswerkes sind die vierteljährlich erscheinenden bn.bibliotheksnachrichten (1948 als Bücherei-Nachrichten gegründet). Mit Rezensionen online open betreibt das Österreichische Bibliothekswerk gemeinsam mit derzeit 21 verschiedenen Medienpartnern die größte frei zugängliche Rezensionsdatenbank im deutschen Sprachraum.
Das Bibliothekswerk ist ein Träger- und kein Personenverband. Geschäftsführer ist derzeit Reinhard Ehgartner.